# Régiment du service militaire adapté de Polynésie française
Le régiment du service militaire adapté de Polynésie française (RSMA-Pf) est un organisme dépendant du Ministère de l'Outre-Mer Français.

## Historique
Depuis le 1er juillet 2013 le groupement est devenu régiment.
Le RSMA-Pf s’est développé progressivement par la création de plusieurs détachements. Le premier est créé en 1989 à Hiva Oa, aux Marquises, suivi en 1993 par celui de Hao dans les Tuamotu. En 1995 l’état-major est créé sur Tahiti, à Mahina. Le 3e détachement s’installe à Tubuai dans les Australes en 1996. En juillet 2007, la CCFPLI est créée à Mahina. En juin 2010, la CFP2 de Hao est mise en sommeil. Elle est réactivée en juillet 2011, sur Tahiti, à Arue. Depuis septembre 2013, l’état-major et la CCFPLI sont installés sur Arue.

## Présentation de l'unité
Le régiment du Service militaire adapté de Polynésie française (RSMA-Pf) est un organisme de formation à caractère éducatif et professionnel qui offre à la jeunesse polynésienne en difficulté la possibilité d'un nouveau départ dans la vie avec une vraie employabilité.
Cette formation, d'une durée moyenne de 10 mois, est fondée sur les règles de vie et de discipline militaires. En outre, les volontaires constituent une capacité permanente d'intervention dans le cadre des plans de secours et de la coopération régionale.
Plus de 500 volontaires stagiaires sont formés chaque année au régiment et près de 130 volontaires techniciens bénéficient d’une première expérience professionnelle, dans le cadre de l’aide à l’emploi.
Implanté sur Arue à Tahiti (archipel de la Société), à Tubuai (archipel des Australes) et à Hiva Oa (Archipel des Marquises), le RSMA-Pf offre aux jeunes volontaires stagiaires des formations adaptées aux besoins du pays :
- des filières communes à tous les archipels : métiers du bâtiment (électricité, plomberie, maçonnerie), mécanique, restauration ;
- une filière spécifique à Tubuai : maraîcher horticulteur ;
- des filières spécifiques à Tahiti: travaux publics, transports, agent de prévention et de sécurité, aide à la personne, magasinier, espaces verts, tourisme, secrétariat, monteur dépanneur en froid et climatisation, matelot (métiers de la mer), soudeur, plaquiste.

En 2015, une filière agricole sera créée à Hiva Oa.
Sur chaque site, la remise à niveau scolaire, dispensée par des professeurs détachés des écoles, est sanctionnée par le certificat de formation générale (CFG).

## Présentation de la garnison
Le régiment du service militaire adapté de Polynésie française, fort de plus de 600 marsouins, est implanté sur 3 sites et est réparti sur un territoire vaste comme l’Europe.
La portion centrale, d’un effectif de 450 militaires, installée sur Arue, en périphérie urbaine de Papeete sur l’île de Tahiti, accueille l’état-major, la deuxième compagnie de formation professionnelle (CFP2) et la compagnie de commandement, de formation professionnelle, de logistique et d’instruction (CCFPLI) au sein de laquelle chaque volontaire stagiaire du régiment, effectue ses formations militaires initiale et complémentaire ainsi que sa phase d’atelier de recherche d’emploi en fin de cursus. La première compagnie de formation professionnelle (CFP1) est implantée dans l’archipel des Marquises à Hiva Oa. Elle est située à 1 500 km de Tahiti et compte 60 soldats dans ses rangs. La troisième compagnie de formation professionnelle (CFP3) de Tubuai, dans l’archipel des Australes dispose, quant à elle, d’un effectif de 80 marsouins au quotidien. Elle est distante de 700 km de Tahiti.

## Drapeau du régiment
Les noms des batailles s'inscrivent en lettres d'or sur le drapeau, ainsi que l'inscription, :

Drapeau du régiment

## Décorations
Sa cravate ne porte aucune décorations.